# Сергеева, Аграфена Тимофеевна
Аграфе́на Тимофее́вна Сергее́ва  (15 июля 1920, Эбалаково, Кушманская волость, Свияжский кантон, Татарская АССР, РСФСР, СССР — 7 марта 2009, Эбалаково, Татарстан) — советский работник сельского хозяйства, доярка совхоза «Фархад», Герой Социалистического Труда.

## Биография
Родилась 15 июля 1920 года в селе Эбалаково Кайбицкого района в крестьянской семье.
Так как в семье было много детей, то Аграфена в раннем возрасте приобщилась к труду, помогая взрослым на колхозных полях. В связи с этим окончила только начальную школу. В двадцать лет уехала в Казань, где работала на строительстве железной дороги. С началом Великой Отечественной войны была зачислена на курсы по подготовке зенитчиц, а затем отправлена на фронт. Аграфена Тимофеевна участвовала в боях по освобождению Украины и Польши, на родину вернулась в 1945 году с боевыми наградами.
Дома вышла замуж и вместе с мужем уехали в Узбекскую ССР, где в течение двадцати лет работала телятницей, затем дояркой в совхозе «Фархад» Сырдарьинской области. Здесь получила высокое звание Героя Социалистического Труда.
В 1982 году Аграфена Тимофеевна с семьей вернулись на родину, в село Эбалаково, где проживала, находясь на пенсии. Умерла 7 марта 2009 года.

## Награды
- В 1976 году А. Т. Сергеевой было присвоено звание Героя Социалистического Труда с вручением ордена Ленина (за трудовую доблесть, проявленную в выполнении планов и обязательств IX пятилетки).
- Также была награждена орденами Ленина (1965), Октябрьской Революции (1973), Отечественной войны 2-й степени и многими медалями, среди которых медаль Жукова.
- Награждалась Почетной грамотой Президиума Верховного Совета Узбекской ССР.